# Miloš Lánský
Miloš Lánský (* 30. Juli 1926 in Prag; † 13. Mai 2005 in České Budějovice) war mit Helmar Frank und Felix von Cube einer der Mitgründer der Schule der kybernetischen Pädagogik oder Bildungsinformatik. Diese Denkschule entstand durch die Anwendung der Informationstheorie auf die Didaktik.

## Leben
Miloš Lánský besuchte in Prag die Schule und studierte nach dem Krieg an der Karls-Universität Mathematik und Physik. 1952 erwarb er dort den Doktorgrad. Er erlangte die Kandidatur der technischen Wissenschaften (C.Sc.) 1957 an der Tschechischen Technischen Universität Prag und habilitierte 1963 an der Karlsuniversität für das Lehrgebiet Mathematik. 1960–1964 war er nach mehrjährigen politischen und gerichtlichen Auseinandersetzungen mit der Hochschulleitung in Prag vorübergehend Inhaber des Lehrstuhls für Mathematik und Physik am Pädagogischen Institut in Karlsbad und wirkte anschließend ein Jahr an der Pädagogischen Fakultät in Pilsen, bevor er nach Prag zurückkehrte.
Seit diesen Jahren arbeitete er an theoretischen Grundlagen und didaktisch-technischen Entwicklungen von Lehrmaschinen und Lehrprogrammen, später immer stärker am pädagogischen Rechnereinsatz, ein Forschungs- und Entwicklungsgebiet, das er anfänglich Mathematische Pädagogik, später Bildungsinformatik nannte und mit dem er weltweit als einer der fünf Hauptträger der kybernetischen Pädagogik bekannt wurde.
Nach Ende des Prager Frühlings emigrierte Lánský 1968 nach Österreich, übernahm in Linz die für ihn eingerichtete Lehrkanzel für Kybernetische Pädagogik an der Technisch-Naturwissenschaftlichen Fakultät der Johannes Kepler Universität Linz, die ihn zum Dekan wählte, wirkte gleichzeitig entscheidend am Aufbau der Bildungswissenschaftlichen Universität Klagenfurt als deren Prorektor mit und wurde 1971 nach Paderborn berufen.
Mit einem Teil seiner Linzer Mitarbeiter begann er hier am Landesforschungszentrum FEoLL das Institut für Bildungsinformatik aufzubauen und übernahm die Funktion des wissenschaftlichen Geschäftsführers des FeoLL. 1972 wurde er als Nachfolger von Klaus Weltner für zwei Jahre Vorsitzender der GPI, des Fachverbands für Bildungstechnologie, der sich damals noch „Gesellschaft für Programmierte Instruktion“ nannte. Gleichzeitig war Lánský Professor der Bildungsinformatik an der Universität Paderborn, zu der er 1981 mit einigen seiner Institutsangehörigen hauptamtlich überwechselte.
Er arbeitete hier bis zu seiner Emeritierung 1991 an der Weiterentwicklung der Bildungsinformatik und setzte die Einführung der Informatik als Schulfach und Lehramtsstudiengang in Nordrhein-Westfalen durch.
Anschließend kehrte er in die Tschechoslowakei zurück, wo er an der Karlsuniversität und an der slowakischen Pädagogischen Universität Nitra als das Doktoratsstudienprogramm Bildungstechnologie einführte und als Professor eine größere Anzahl von Doktoranden betreute.
Miloš Lánský gehörte zu den Mitgründern und Vollmitgliedern der Akademio Internacia de la Sciencoj (AIS) San Marino, des AIS Deutschland e.V. und des tschechischen AIS-Verbandes. Mit einem Stipendium des Deutschen Akademischen Austauschdienstes war er schon 1967–1968 ein Jahr wissenschaftlicher Gast des Instituts für Kybernetik an der damaligen Pädagogischen Hochschule Berlin. Seit 1991 bildete er zusammen mit Helmar Frank und Manfred Wettler das Direktorium dieses Instituts, das inzwischen seine Haupttätigkeit nach Paderborn verlegt hatte und zum Institut der AIS erhoben wurde.

## Werke
Einen wichtigen Beitrag von Miloš Lánský zur Didaktik stellen die ersten Versuche zur computergestützten Lehre (E-Learning) dar. Da zum damaligen Zeitpunkt Personal Computer erst in den Kinderschuhen steckten, entwickelten und bauten Miloš Lánský und seine Mitarbeiter Lehr- und Lernmaschinen selbst. Ein Beispiel hierfür ist der „Linzer Didaktische Automat“ (LINDA).
Wichtige theoretische Arbeiten von Miloš Lánský waren kybernetische Modelle des Lehrens und Lernens, so die Theorie der Superzeichen im Lernprozess und das „konservative Lernmodell“.
Die bildungskybernetischen Schriften, die überwiegend in tschechischer und deutscher Sprache, teils aber auch in Englisch veröffentlicht sind, erschienen, von seiner Tochter herausgegeben, als Band 8 und 9 der umfassenden Quellensammlung „Kybernetische Pädagogik“.